# Лехтомяки, Паула
Паула Илона Лехтомяки (фин. Paula Ilona Lehtomäki; 29 ноября 1972, Кухмо, Финляндия) — финский политический и государственный деятель. Член партии Финляндский центр. Генеральный секретарь Совета министров Северных стран с 2019 года, генеральный директор (CEO) Федерации лесной промышленности Финляндии (Metsäteollisuus ry) с сентября 2022 года. В прошлом — государственный секретарь в Канцелярии премьер-министра Финляндии (2015—2019), депутат эдускунты (1999—2015, 2017), министр охраны окружающей среды Финляндии (2007, 2008—2011), министр внешней торговли и развития Финляндии (2003—2007).

## Биография
Родилась 29 ноября 1972 года в Кухмо.
В 1991 году окончила среднюю школу в Кухмо. В 1996 году получила степень бакалавра по политологии в Университете Турку. В 1999 году получила степень магистра по экономике на экономическом факультете Университета Турку.
В 1997—2004 гг. — депутат городского совета Кухмо.
По результатам парламентских выборов 1999 года избрана депутатом эдускунты в избирательном округе Оулу от партии Финляндский центр. Член Административного комитета (1999—2003), член Юридического комитета (1999—2002). Член финской делегации в Северном совете в 1999—2003 гг. В 2003 году — заместитель председателя Комитета экономики и член финской делегации в Совете Европы. На парламентских выборах 2011 года избиралась в округе Уусимаа. Член Комитета экономики (2011, 2012—2013), заместитель председателя Большого комитета (2013—2015). Баллотировалась на парламентских выборах 2015 года в округе Хельсинки, но не была избрана. 1 февраля 2017 года вернулась в эдускунту вместо Олли Рена, но в тот же день подала в отставку. Мандат достался Пекке Пуске.
В 2002—2010 гг. — заместитель председателя партии Финляндский центр.
17 апреля 2003 года назначена министром внешней торговли и развития Финляндии. 2 сентября 2005 года ушла в  отпуск по беременности и родам. Вернулась из отпуска 3 марта 2006 года. 19 апреля 2007 года назначена министром охраны окружающей среды Финляндии. 28 сентября ушла в шестимесячный отпуск по беременности и родам. Вернулась из отпуска 11 апреля 2008 года. Исполняла обязанности до 22 июня 2011 года.
В 2005—2008 гг. — член регионального совета Кайнуу.
В 2000—2003 гг. — член правления общества «Финляндия-Россия». Являлась председателем общества «Финляндия-Россия» в 2014—2015 гг. Один из немногих финских политиков, хорошо владеющих русским языком. Владеет также английским, шведским и основами французского.
В 2010—2018 гг. — член правления UKK-Seura ry, клуба, который занимается популяризацией государственной мудрости Урхо Калева Кекконена.
18 июня 2015 года назначена государственным секретарём в Канцелярии премьер-министра Финляндии Юхи Сипиля. Исполняла обязанности до 2019 года.
С 18 марта 2019 года является генеральным секретарём Совета министров Северных стран.
После отставки Тимо Яатинена избрана генеральным директором (CEO) Федерации лесной промышленности Финляндии (Metsäteollisuus ry). Вступила в должность в сентябре 2022 года.

## Награды
- Командор Ордена Белой розы Финляндии[1].
- Орден Дружбы (9 октября 2017 года, Россия) — за заслуги в укреплении дружбы и сотрудничества между народами, плодотворную деятельность по сближению и взаимообогащению культур наций и народностей[5].

## Личная жизнь
Живёт в Хельсинки. Замужем, имеет троих детей.